# Cancilla meyeriana
Cancilla meyeriana is een slakkensoort uit de familie van de Mitridae. De wetenschappelijke naam van de soort is voor het eerst geldig gepubliceerd in 1992 door Salisbury.